# 常磐緑
常磐緑（ときわ みどり）は、日本の漫画家。

## 人物
常「磐」緑であるが、かなりの確率で常「盤」緑と間違えられる。

## 作品リスト
- 蕩けるカラダは乙女色（2020年12月16日発売）[2][3]
- 知らないこと知りたいの？（2023年4月27日発売）[4]